# Peperomia erosa
Peperomia erosa är en pepparväxtart som beskrevs av Hutchison och Pino. Peperomia erosa ingår i släktet peperomior, och familjen pepparväxter. Inga underarter finns listade i Catalogue of Life.